# Danh sách tiểu hành tinh: 22301–22400
| Tên                | Tên đầu tiên | Ngày phát hiện       | Nơi phát hiện          | Người phát hiện             |
| ------------------ | ------------ | -------------------- | ---------------------- | --------------------------- |
| 22301 -            | 1990 OB1     | 22 tháng 7 năm 1990  | Palomar                | E. F. Helin                 |
| 22302              | 1990 OG4     | 24 tháng 7 năm 1990  | Palomar                | H. E. Holt                  |
| 22303              | 1990 QE4     | 23 tháng 8 năm 1990  | Palomar                | H. E. Holt                  |
| 22304              | 1990 RU9     | 14 tháng 9 năm 1990  | Palomar                | H. E. Holt                  |
| 22305              | 1990 SD2     | 17 tháng 9 năm 1990  | Palomar                | H. E. Holt                  |
| 22306 -            | 1990 SF4     | 23 tháng 9 năm 1990  | Palomar                | K. J. Lawrence              |
| 22307 -            | 1990 SU4     | 16 tháng 9 năm 1990  | Kleť                   | A. Mrkos                    |
| 22308 -            | 1990 UO4     | 16 tháng 10 năm 1990 | La Silla               | E. W. Elst                  |
| 22309 -            | 1990 VO4     | 15 tháng 11 năm 1990 | La Silla               | E. W. Elst                  |
| 22310 -            | 1990 WU1     | 18 tháng 11 năm 1990 | La Silla               | E. W. Elst                  |
| 22311              | 1991 EF2     | 10 tháng 3 năm 1991  | La Silla               | H. Debehogne                |
| 22312 Kelly        | 1991 GW1     | 14 tháng 4 năm 1991  | Palomar                | C. S. Shoemaker, D. H. Levy |
| 22313 -            | 1991 GP3     | 8 tháng 4 năm 1991   | La Silla               | E. W. Elst                  |
| 22314 -            | 1991 GV3     | 8 tháng 4 năm 1991   | La Silla               | E. W. Elst                  |
| 22315 -            | 1991 GA4     | 8 tháng 4 năm 1991   | La Silla               | E. W. Elst                  |
| 22316 -            | 1991 LO1     | 6 tháng 6 năm 1991   | La Silla               | E. W. Elst                  |
| 22317 -            | 1991 LL2     | 6 tháng 6 năm 1991   | La Silla               | E. W. Elst                  |
| 22318 -            | 1991 PG1     | 15 tháng 8 năm 1991  | Palomar                | E. F. Helin                 |
| 22319 -            | 1991 PX6     | 6 tháng 8 năm 1991   | La Silla               | E. W. Elst                  |
| 22320              | 1991 PH18    | 8 tháng 8 năm 1991   | Palomar                | H. E. Holt                  |
| 22321 -            | 1991 RP      | 4 tháng 9 năm 1991   | Palomar                | E. F. Helin                 |
| 22322 Bodensee     | 1991 RQ4     | 13 tháng 9 năm 1991  | Tautenburg Observatory | F. Börngen, L. D. Schmadel  |
| 22323              | 1991 RC6     | 13 tháng 9 năm 1991  | Palomar                | H. E. Holt                  |
| 22324              | 1991 RQ9     | 10 tháng 9 năm 1991  | Palomar                | H. E. Holt                  |
| 22325              | 1991 RE19    | 14 tháng 9 năm 1991  | Palomar                | H. E. Holt                  |
| 22326              | 1991 SZ      | 30 tháng 9 năm 1991  | Siding Spring          | R. H. McNaught              |
| 22327              | 1991 TS      | 1 tháng 10 năm 1991  | Siding Spring          | R. H. McNaught              |
| 22328 -            | 1991 VJ1     | 4 tháng 11 năm 1991  | Kiyosato               | S. Otomo                    |
| 22329 -            | 1991 VT5     | 2 tháng 11 năm 1991  | La Silla               | E. W. Elst                  |
| 22330 -            | 1991 VU5     | 2 tháng 11 năm 1991  | La Silla               | E. W. Elst                  |
| 22331              | 1992 AC1     | 10 tháng 1 năm 1992  | Dynic                  | A. Sugie                    |
| 22332 -            | 1992 DD8     | 29 tháng 2 năm 1992  | La Silla               | UESAC                       |
| 22333 -            | 1992 DG10    | 29 tháng 2 năm 1992  | La Silla               | UESAC                       |
| 22334 -            | 1992 ES6     | 1 tháng 3 năm 1992   | La Silla               | UESAC                       |
| 22335 -            | 1992 ED18    | 3 tháng 3 năm 1992   | La Silla               | UESAC                       |
| 22336 -            | 1992 EA19    | 1 tháng 3 năm 1992   | La Silla               | UESAC                       |
| 22337 -            | 1992 EV32    | 2 tháng 3 năm 1992   | La Silla               | UESAC                       |
| 22338 Janemojo     | 1992 LE      | 3 tháng 6 năm 1992   | Palomar                | C. S. Shoemaker, D. H. Levy |
| 22339 -            | 1992 OL3     | 26 tháng 7 năm 1992  | La Silla               | E. W. Elst                  |
| 22340 -            | 1992 OM6     | 30 tháng 7 năm 1992  | La Silla               | E. W. Elst                  |
| 22341 -            | 1992 PF      | 8 tháng 8 năm 1992   | Caussols               | E. W. Elst                  |
| 22342 -            | 1992 RW2     | 2 tháng 9 năm 1992   | La Silla               | E. W. Elst                  |
| 22343 -            | 1992 RM5     | 2 tháng 9 năm 1992   | La Silla               | E. W. Elst                  |
| 22344 -            | 1992 RJ7     | 2 tháng 9 năm 1992   | La Silla               | E. W. Elst                  |
| 22345 -            | 1992 SP2     | 23 tháng 9 năm 1992  | Palomar                | E. F. Helin                 |
| 22346 -            | 1992 SY12    | 28 tháng 9 năm 1992  | Kitami                 | M. Yanai, K. Watanabe       |
| 22347 -            | 1992 SE13    | 30 tháng 9 năm 1992  | Kitami                 | K. Endate, K. Watanabe      |
| 22348 Schmeidler   | 1992 SA17    | 24 tháng 9 năm 1992  | Tautenburg Observatory | F. Börngen, L. D. Schmadel  |
| 22349              | 1992 UH      | 19 tháng 10 năm 1992 | Kushiro                | S. Ueda, H. Kaneda          |
| 22350              | 1992 US      | 21 tháng 10 năm 1992 | Dynic                  | A. Sugie                    |
| 22351 -            | 1992 UT2     | 19 tháng 10 năm 1992 | Kitami                 | K. Endate, K. Watanabe      |
| 22352 -            | 1992 UP3     | 16 tháng 10 năm 1992 | Kitami                 | K. Endate, K. Watanabe      |
| 22353              | 1992 UA6     | 28 tháng 10 năm 1992 | Kushiro                | S. Ueda, H. Kaneda          |
| 22354 Sposetti     | 1992 UR8     | 31 tháng 10 năm 1992 | Tautenburg Observatory | F. Börngen                  |
| 22355 -            | 1992 WD1     | 16 tháng 11 năm 1992 | Kitami                 | K. Endate, K. Watanabe      |
| 22356 -            | 1992 WS6     | 19 tháng 11 năm 1992 | Kitt Peak              | Spacewatch                  |
| 22357              | 1992 YJ      | 22 tháng 12 năm 1992 | Yakiimo                | A. Natori, T. Urata         |
| 22358 -            | 1993 FK11    | 17 tháng 3 năm 1993  | La Silla               | UESAC                       |
| 22359 -            | 1993 FR11    | 17 tháng 3 năm 1993  | La Silla               | UESAC                       |
| 22360 -            | 1993 FT11    | 17 tháng 3 năm 1993  | La Silla               | UESAC                       |
| 22361 -            | 1993 FN14    | 17 tháng 3 năm 1993  | La Silla               | UESAC                       |
| 22362 -            | 1993 FY19    | 17 tháng 3 năm 1993  | La Silla               | UESAC                       |
| 22363 -            | 1993 FX21    | 21 tháng 3 năm 1993  | La Silla               | UESAC                       |
| 22364 -            | 1993 FJ33    | 19 tháng 3 năm 1993  | La Silla               | UESAC                       |
| 22365 -            | 1993 FQ43    | 19 tháng 3 năm 1993  | La Silla               | UESAC                       |
| 22366 -            | 1993 MT      | 21 tháng 6 năm 1993  | Kitt Peak              | Spacewatch                  |
| 22367              | 1993 MZ      | 18 tháng 6 năm 1993  | Siding Spring          | R. H. McNaught              |
| 22368 -            | 1993 PV3     | 14 tháng 8 năm 1993  | Caussols               | E. W. Elst                  |
| 22369 Klinger      | 1993 SE3     | 18 tháng 9 năm 1993  | Tautenburg Observatory | F. Börngen, L. D. Schmadel  |
| 22370 Italocalvino | 1993 TJ2     | 15 tháng 10 năm 1993 | Bassano Bresciano      | Bassano Bresciano           |
| 22371 -            | 1993 TA16    | 9 tháng 10 năm 1993  | La Silla               | E. W. Elst                  |
| 22372 -            | 1993 TD28    | 9 tháng 10 năm 1993  | La Silla               | E. W. Elst                  |
| 22373 -            | 1993 TJ31    | 9 tháng 10 năm 1993  | La Silla               | E. W. Elst                  |
| 22374 -            | 1993 TX33    | 9 tháng 10 năm 1993  | La Silla               | E. W. Elst                  |
| 22375 -            | 1993 TF34    | 9 tháng 10 năm 1993  | La Silla               | E. W. Elst                  |
| 22376 -            | 1993 TX38    | 9 tháng 10 năm 1993  | La Silla               | E. W. Elst                  |
| 22377 -            | 1993 UW6     | 20 tháng 10 năm 1993 | La Silla               | E. W. Elst                  |
| 22378 -            | 1994 AY10    | 8 tháng 1 năm 1994   | Kitt Peak              | Spacewatch                  |
| 22379 -            | 1994 CO1     | 10 tháng 2 năm 1994  | Farra d'Isonzo         | Farra d'Isonzo              |
| 22380 -            | 1994 CF10    | 7 tháng 2 năm 1994   | La Silla               | E. W. Elst                  |
| 22381 -            | 1994 CN10    | 7 tháng 2 năm 1994   | La Silla               | E. W. Elst                  |
| 22382 -            | 1994 CY16    | 8 tháng 2 năm 1994   | La Silla               | E. W. Elst                  |
| 22383 -            | 1994 EL      | 5 tháng 3 năm 1994   | Farra d'Isonzo         | Farra d'Isonzo              |
| 22384 -            | 1994 EZ6     | 9 tháng 3 năm 1994   | Caussols               | E. W. Elst                  |
| 22385 -            | 1994 EK7     | 14 tháng 3 năm 1994  | Nyukasa                | M. Hirasawa, S. Suzuki      |
| 22386 -            | 1994 PF14    | 10 tháng 8 năm 1994  | La Silla               | E. W. Elst                  |
| 22387 -            | 1994 PN14    | 10 tháng 8 năm 1994  | La Silla               | E. W. Elst                  |
| 22388 -            | 1994 PC15    | 10 tháng 8 năm 1994  | La Silla               | E. W. Elst                  |
| 22389 -            | 1994 PC21    | 12 tháng 8 năm 1994  | La Silla               | E. W. Elst                  |
| 22390 -            | 1994 PA23    | 12 tháng 8 năm 1994  | La Silla               | E. W. Elst                  |
| 22391 -            | 1994 PE26    | 12 tháng 8 năm 1994  | La Silla               | E. W. Elst                  |
| 22392 -            | 1994 PT27    | 12 tháng 8 năm 1994  | La Silla               | E. W. Elst                  |
| 22393              | 1994 QV      | 29 tháng 8 năm 1994  | Nachi-Katsuura         | Y. Shimizu, T. Urata        |
| 22394 -            | 1994 TO      | 2 tháng 10 năm 1994  | Kitami                 | K. Endate, K. Watanabe      |
| 22395 -            | 1994 TD3     | 2 tháng 10 năm 1994  | Kitami                 | K. Endate, K. Watanabe      |
| 22396 -            | 1994 VR      | 3 tháng 11 năm 1994  | Oizumi                 | T. Kobayashi                |
| 22397 -            | 1994 VV2     | 4 tháng 11 năm 1994  | Kitami                 | K. Endate, K. Watanabe      |
| 22398 -            | 1994 WF1     | 27 tháng 11 năm 1994 | Oizumi                 | T. Kobayashi                |
| 22399 -            | 1995 CB      | 1 tháng 2 năm 1995   | Oizumi                 | T. Kobayashi                |
| 22400 -            | 1995 CC      | 1 tháng 2 năm 1995   | Oizumi                 | T. Kobayashi                |